# Cathédrale d'Avellino
La cathédrale d'Avellino est une église catholique romaine d'Avellino, en Italie. Il s'agit de la cathédrale du diocèse d'Avellino.